# César Mantilla Lautrec
César Mantilla Lautrec (Melilla, 1902 - Madrid, 13 de junio de 1973) fue un militar Español, Capitán general de la V Región Militar y jefe de Estado Mayor del Ejército de Tierra durante el franquismo.
Ingresó en el ejército español en 1917. Luchó en la guerra del Rif. Al estallar la Guerra civil española era jefe de Estado Mayor de la XI Brigada de Infantería y se unió a los insurrectos. Ascendió a teniente coronel por méritos de guerra y a general de brigada en 1956. En 1961 ascendió a general de división y fue nombrado director general de Organización y Campaña del Estado Mayor del Ejército. En noviembre de 1964 ascendió a teniente general y fue nombrado Capitán general de la V Región Militar; cargo que deja en julio de 1965, cuando fue nombrado jefe de Estado Mayor del Ejército de Tierra. Dejó el cargo con su paso a la reserva el 31 de mayo de 1968. Falleció en Madrid el 13 de junio de 1973.

## Obra
- Mantilla Lautrec, César (1942). Carros de combate y anticarros. Empleo táctico. Madrid: Francisco G. Vicente.[5]
- Mantilla Lautrec, César (1948). Infantería y carros de combate. Cooperación en el ataque y lucha contracarro en la defensa. Madrid: Talleres Graficos E. A. y Tiro de Infa.[6]